# カールスルーエ工科大学

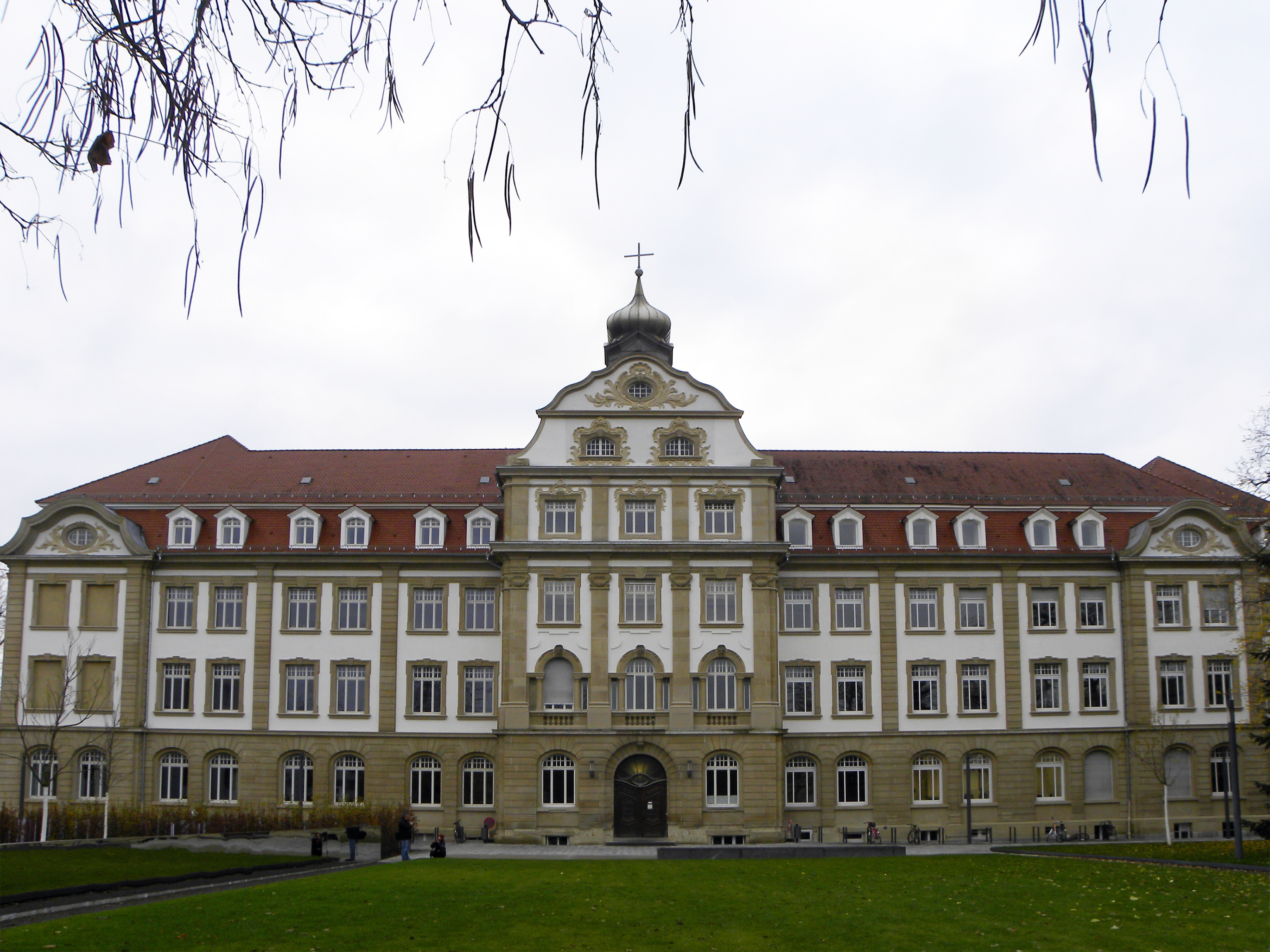
Karlsruhe Institute of Technology

カールスルーエ工科大学（カールスルーエこうかだいがく、独: Karlsruher Institut für Technologie, KIT）は、ドイツのバーデン＝ヴュルテンベルク州カールスルーエにある公立大学で、ドイツ最古の工業教育機関を持つ工科大学（工業大学）である。ドイツ政府のエクセレンス・イニシアティブ（大学院部門）指定大学。2018年現在、6人のノーベル賞受賞者を輩出しており、ドイツを代表する企業のメルセデス・ベンツやSAPの創業者なども輩出している。
ドイツ9大工科大学によるコンソーシアム（TU9）に参加している。QS世界大学ランキング2023で119位で、国内の工科大学では、ミュンヘン工科大学、アーヘン工科大学、ベルリン工科大学らと共にトップクラスの名門校である。

## 歴史
1825年ルートヴィヒ1世によりドイツ初の工業高等専門機関として、カールスルーエ高等工業学校（Polytechnikums Karlsruhe）がフランスのエコール・ポリテクニークをモデルに創設された。1865年にフリードリヒ1世の認可により、カールスルーエ工科大学（Technischen Hochschule Karlsruhe）へ昇格した。ドイツで最古の工科大学（工業大学）であった。
この伝統を受け継ぎ、ここで育ったカール・ベンツは、世界で最初に実用的なガソリン動力の自動車を発明し、自動車メーカーのベンツの創始者となっている。また、ハインリヒ・ヘルツは、同大学の教授として在任中の1888年に電磁波を生成・検出する機械を構築し、電磁波の存在を初めて実証した。
その後、1967年にカールスルーエ大学（Universität Karlsruhe）に改称したが、2009年に原子力研究機関であったカールスルーエ研究センター（Forschungszentrum Karlsruhe）を吸収合併し、新しいカールスルーエ工科大学（KIT, Karlsruher Institut für Technologie）となった。

## 学部
- 数学部
- 物理学部
- 化学・生物科学部

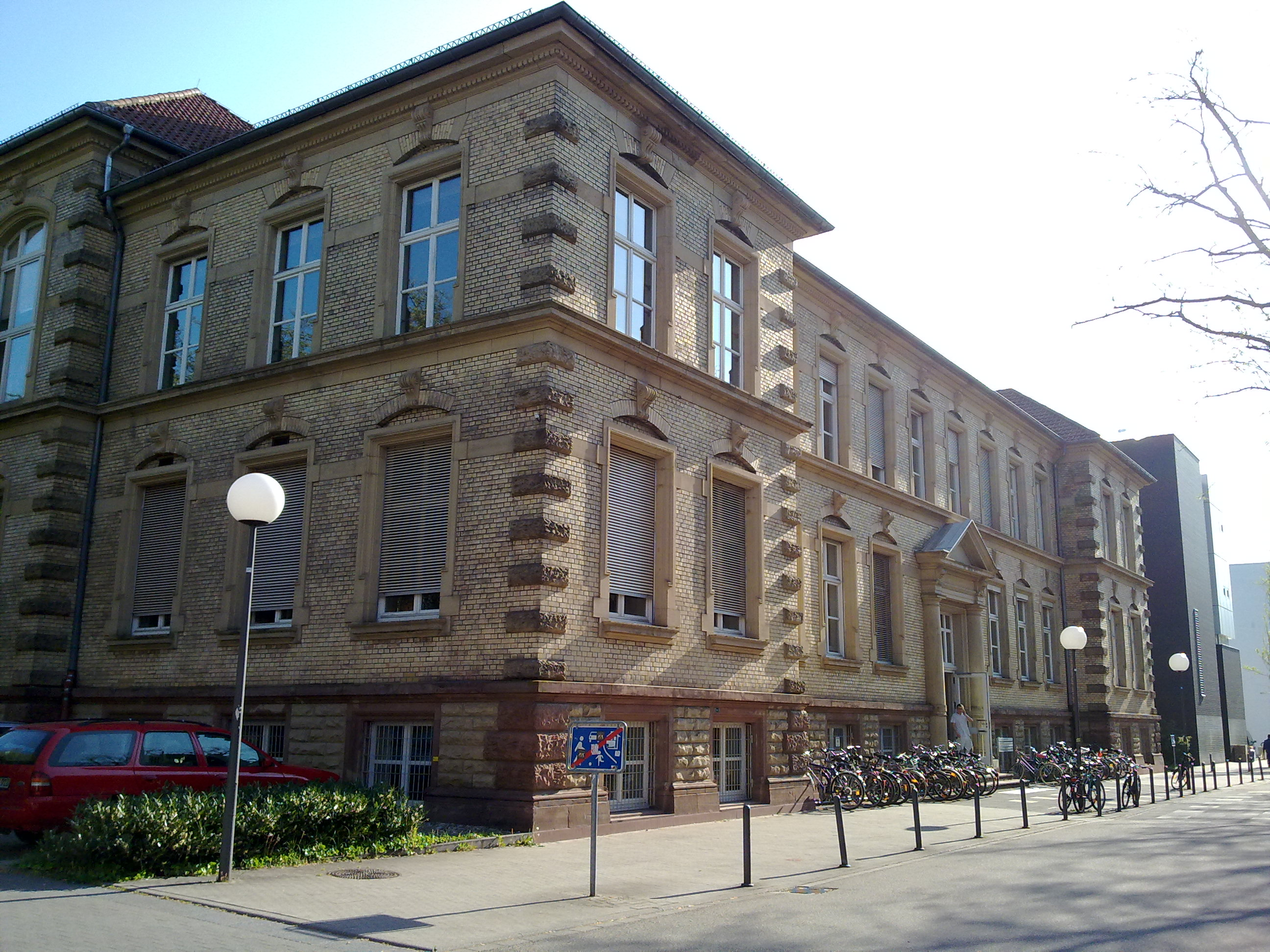
機械工学部
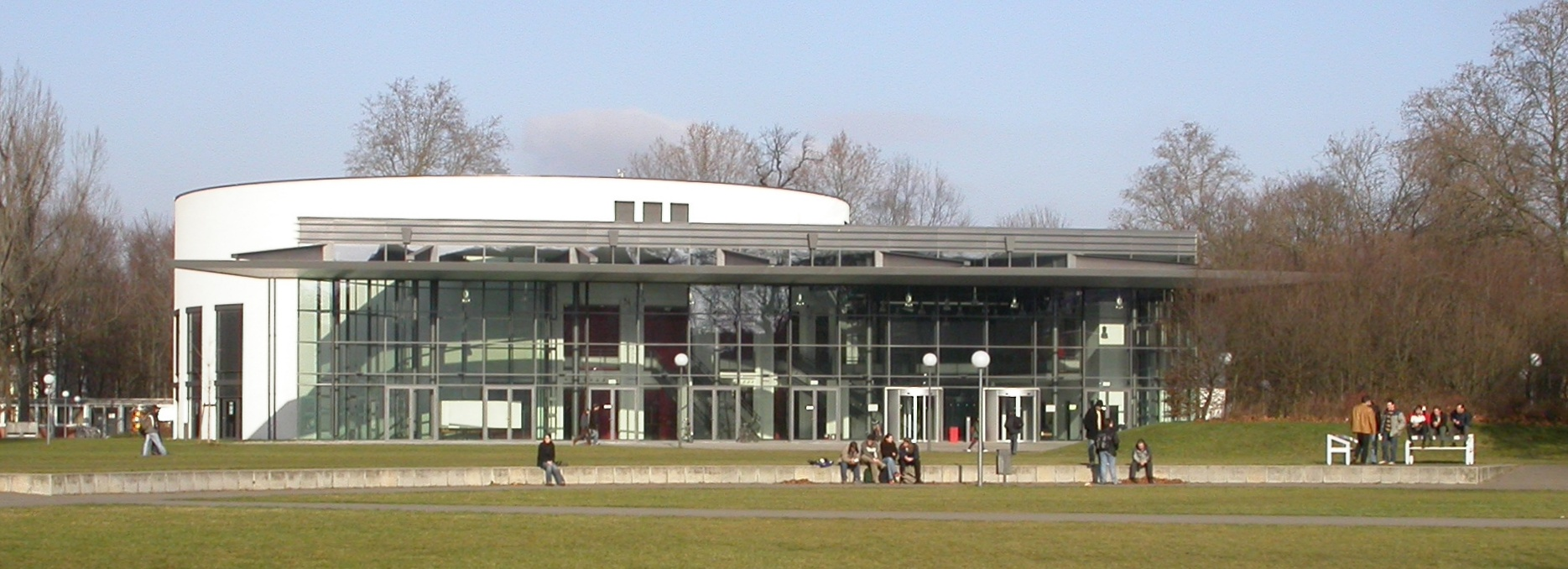
Audimax lecture hall
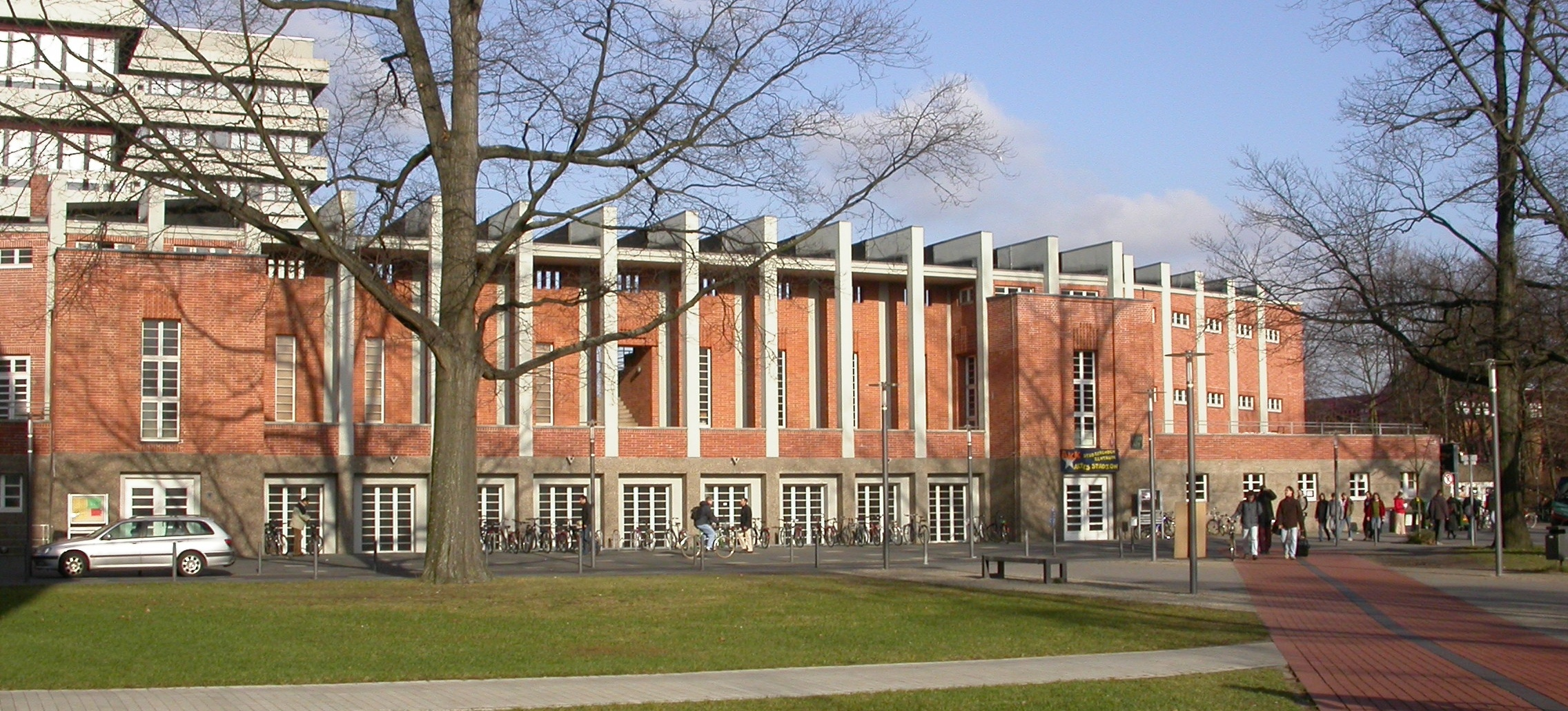
Altes Stadium

- 電気工学部
- 情報工学部
- 化学工・加工学部
- 建築学部
- 土木工・地学部
- 経済学部
- 人文科・社会科学部

- 電気工学部
- Audimax lecture hall
- Altes Stadium

## 著名教授
- ヘルマン・シュタウディンガー - ノーベル化学賞　高分子化学
- フェルディナント・ブラウン - ノーベル物理学賞　無線通信
- ハインリヒ・ヘルツ - 世界で最初の電磁波の発振
- フリッツ・ハーバー - ノーベル化学賞、アンモニア合成法（ハーバー・ボッシュ法）の開発。
- オットー・レーマン（ドイツ語版、英語版） - 液晶の父[5][6]

## 著名な卒業生
- レオポルト・ルジチカ - ノーベル化学賞の受賞者
- エドワード・テラー - 水爆の父
- ルドルフ・レーマン (機械工学技師) - 明治初期に来日した技師、教育者
- カール・ベンツ - ガソリンエンジン搭載自動車の父、メルセデス・ベンツ創業者。
- ディーター・ツェッチェ - ダイムラークライスラー/ダイムラー取締役会会長
- フランツ・フェーレンバッハ - ロバート・ボッシュ会長
- カールステン・シュポーア - ルフトハンザドイツ航空CEO
- ハッソ・プラットナー、ディートマー・ホップおよびクラウス・ツィラ - ITソフトウェア企業SAPの共同創業者（5人のうち3人）。

## 日本における協定校
- 兵庫県立大学
- 奈良先端科学技術大学院大学
- 大阪大学（2017.3.15 - ）